# Еппеншлаг
Еппеншлаг (нім. Eppenschlag) — громада в Німеччині, знаходиться в землі Баварія. Підпорядковується адміністративному округу Нижня Баварія. Входить до складу району Фраюнг-Графенау. Складова частина об'єднання громад Шенберг.
Площа — 17,01 км2. Населення становить 950 ос. (станом на 31 грудня 2020).